# Venera 13
Venera 13 (ru. Венера-13) je bila robotska sonda sovjetskog programa Venere namijenjena za istraživanje Venere.
Venera 13 i 14 su bile identične svemirske letjelice izgrađene da iskoriste priliku za lansiranje prema Veneri 1981., stoga su lansirane u međusobnom razmaku od 5 dana; Venera 13 30. listopada 1981. u 06:04:00 UTC i Venera 14 4. studenog 1981. u 05:31:00 UTC, obje letjelice su imale orbitalnu masu od 760 kg. Venera 13 je prvi put snimila zvuk na površini drugog planeta.

## Dizajn
Letjelica se sastojala od letne platforme i landera koji je na nju bio pričvršćen.

### Letna platforma
Kako je letjelica preletljivala Veneru, letna platforma je služila kao relej podataka landeru prije nego što je odletjeo u heliocentričnu orbitu. Nosio je spektrometar gama-zraka, monokromator s UV rešetkom, elektronski i protonski spektrometar, detektor naleta gama-čestica, detektor plazme solarnog vjetra i dvo-frekventna odašiljača koja su vršila mjerenja prije, tijekom i nakon preleta Venere.

### Lander
Lander je bila heremtički zapečaćena letjelica postavljena na sletnu platformu u obliku prstena, a sadržavala je većinu instrumentacije i elektronike te antenu na vrhu. Dizaj je bio sličan prijašnjim Venera 9-12 landerima. Nosio je instrumente koji su vršili kemijska i izotopska mjerenja, nadgledala spektar raspršene Sunčeve svjetlosti i bilježila električna pražnjenja tijekom spuštanja kroz atmosferu Venere. Lander je bio opremljen sustavom kamera, fluorescentnim spektrometrom X-zraka, vijkom za bušenje i priborom za uzimanje površinskih uzora, dinamičnim penetrometrom te seizmometrom za provođenje istraživanja na površini.

#### Popis instrumenata i eksperimenata letne platforme
- Akcelerometar, analiza udara - Bison-M
- Termometri, barometri - ITD
- Spektrometar / usmjereni fotometar - IOAV-2
- Ultraljubičasti fotometar
- Maseni spektrometar - MKh-6411
- Penetrometar / ohmmetar tla - PrOP-V
- Indikator kemijskog redoksa - Kontrast
- 2 telefotometarske kamere u boji - TFZL-077
- Plinski kromatograf - Sigma-2
- Radio / Seizmometar - Groza-2
- Nefelometar - MNV-78-2
- Hidrometar - VM-3R
- Fluorescentni spektrometar X-zraka (aerosol) - BDRA-1V
- Fluorescentni spektrometar X-zraka (tlo) - Arakhis-2
- Aparatura za bušenje tla - GZU VB-02
- Stabilizirani oscilator / Dopplerov radio
- Male solarne baterije - MSB

## Slijetanje
Nakon lansiranja i četveromjesečnog krstarenja do Venere, lander se odvojio od letne platforme te se strmoglavio u atmosferu Venere 1. ožujka 1982. Nakon ulaska u atmosferu, padobran je otvoren. Na visini od oko 50 km, padobran se rastvorio i jednostavni airbreaking je korišten sve do površine.
Venera 13 je sletjela na 7,5° S 303° E, oko 950 km sjeveroistočno od Venere 14, istočno od istočnog produžetka uzvišene regije poznate kao Phoebe Regio.
Lander je imao kamere za fotografiranje površine i ruke s oprugom za mjerenje stlačivosti tla. Objektivi od kvarca su bili prekriveni poklopcima koji su otpali nakon slijetanja.
Okolica je bila sastavljena od stjenovitih izdanaka okruženih tamnim, sitnozrnatim tlom. Nakon slijetanja, fotografiranje panorame je započelo i mehanička ruka s bušilicom je posegnuvši do površine uzela uzorak koji se spremio u hermetički zapečaćenu komoru, a u njoj održavao na 30°C na tlaku od 0,05 atmosfera (5 kPa). Sastav uzorka određen fluorescentnim spektrometrom X-zraka je svrstan u razred slabo diferenciranih melanokratskih alkalnih gabroida.
Lander je radio 127 minuta (planirani životni vijek je bio 32 minute) u okolini temperature od 457°C i tlaka od 89 Zemljinih atmosfera (9 MPa). Lander je odašiljao podatke letnoj platformi koja je onda služila kao podatkovni relej kako je preletavala Veneru.

## Predloženi fotografski dokazi života
Leonid Ksanfomaliti s Instituta za svemirska istraživanja Ruske akademije znanosti (suradnik na misiji Venera) i Stan Karazevski s Karasa, u Solar System Researchu, predlaže znakove života na fotografijama površine Venere. Prema Ksanfomalitiju, određeni objekti u obliku "diska", "crnog poklopca" i "škorpiona" "iskrsnu, kolebaju se i nestanu", odnoseći se na njihovo mijenjanje lokacija na različitim fotografijama i tragovima na tlu. Članak je naslovnjen: "Venera kao prirodni laboratorij za traganjem života u visokotemperaturnim uvjetima: događaji na planetu 1. ožujka 1982.", L. V. Ksanfomality, Solar System Research, veljača 2012., volumen 46, izdanje 1., str. 41. – 45.
Urednici časopisa su objavili urednički komentar i nekoliko članaka drugih znanstvenika s komentarima na tu temu u izdanju iz rujna 2012., volumen 46, izdanje 5. To izdanje je također sadržavao drugi Ksanfomalitijev članak, u kojem on identificira nekoliko drugih oblika života i nagađanja vezana uz očitu bogatu raznovrsnost života oko mjesta slijetanja.
Inženjeri upoznati sa sondom su identificirali gibajući "disk" kao dva poklopca objektiva koja su otpala s landera. Radije nego kao jedan objekt koji se kretao između dva različita mjesta, oni su zapravo dva neživa objekta sličnog izgleda na različitim mjestima. Drugi "objekti" su pripisani posljedicama obrade fotografija te se ne pojavljuju na izvornim fotografijama.

## Vanjske poveznice
- Sovjetske fotografije Venere
- Venera: sovjetsko istraživanje Venere